# Sacculo
Il sacculo, insieme all'utricolo, è uno dei due organi otolitici che si trovano nell'orecchio interno dei vertebrati.
Costituisce una dilatazione del labirinto membranoso e contiene endolinfa. Trovasi racchiuso nel vestibolo del labirinto osseo.

## Anatomia
Il sacculo è più piccolo dell'utricolo ed è situato al di sotto di esso, nella parte più declive del vestibolo. Ha una forma ovoidale, appiattita lateralmente con asse maggiore verticale. È accolto nel recesso sferico.
Comunica con il condotto cocleare tramite il dotto reuniente (o dotto di Hensen) e con il sacco endolinfatico attraverso il ramo sacculare del condotto endolinfatico.
Sul versante interno, ed in particolare sulla parte mediale, presenta la macula sacculi (macula del sacculo), senza alcuna differenza, dal punto di vista istologico, dalla macula utriculi; le due macule risultano essere quasi perpendicolari tra loro. 
La macula del sacculo contiene cellule cigliate sensitive. Vi si trovano due tipologie di cellule ciliate: le cellule di tipo 1 hanno la forma di un fiasco, le cellule di tipo 2 cilindrica. Presentano dalle 30 alle 50 stereociglia oltre ad un lungo chinociglio che sorge da un centriolo. Il chinociglio è polarizzato in direzione opposta rispetto alla striola, un rilievo della macula.

## Funzione
Il compito del sacculo è di portare informazioni ai nuclei vestibolari riguardo ai movimenti che si hanno sul piano verticale.